# Стахович, Михаил Александрович (политик)
Михаи́л Алекса́ндрович Стахо́вич (8 [20] января 1861, Пальна-Михайловка — 23 сентября 1923, Экс-ан-Прованс) — русский политический деятель, поэт. Племянник известного писателя 1-й половины XIX века Михаила Александровича Стаховича.

## Биография
Родился 20 января 1861 года в родовом имении Пальна Елецкого уезда. Отец — Александр Александрович Стахович (1830—1913), богатый орловский помещик и коннозаводчик, шталмейстер, любитель драматического искусства и литературы и выдающийся чтец. Мать — Ольга Павловна Стахович (1827—1902), дочь Павла Николаевича Ушакова.
После окончания училища правоведения (1882) был судебным следователем и товарищем прокурора в Ковно; с 1883 года — уездный и губернский гласный.
Весной 1886 года вместе с Николаем Николаевичем Ге (сыном) и Львом Толстым ходил пешком из Москвы в Ясную Поляну. В 1892—1895 годах был елецким уездным предводителем дворянства, с 16 января 1896 г. по 7 января 1908 г. состоял орловским губернским предводителем. В качестве земского деятеля Стахович снискал широкую популярность. В 1894 году награждён орденом Св. Анны 2-й степени, в 1897 году — орденом Св. Владимира 3-й степени.
В 1897 году, М. А. Стахович, принимая участие в работе общего собрания елецких библиотекарей, служащих по земству и народных учителей, выступил с речью «О задачах библиотеки», в которой указал на роль книги и тех, в чьих руках она находится, в духовном и нравственном воспитании молодого поколения.
С 1899 года М. А. Стахович — камергер императорского двора.
В 1901 году он произнёс речь на миссионерском съезде в защиту свободы совести, которая сделала его имя известным всей России и вызвала против него резкие нападки в консервативной прессе (в том числе «пылающую гневом» проповедь кронштадтского протоиерея Иоанна Сергиева).
За участие в земском съезде он в 1902 году получил Высочайший выговор от Николая II. По общему политическому мировоззрению Стахович примыкал к либеральному славянофильству.
В 1904 году Стахович напечатал в № 2 «Права» резкую статью по поводу избиения в Орле полицией и жандармами ни в чём неповинного мусульманина-сарта. Этот номер «Права» был конфискован, и статья появилась в заграничном «Освобождении». В этом же году, 18 декабря, получил чин действительного статского советника.
В 1904—1905 годах Стахович был на маньчжурском театре военных действий уполномоченным по санитарной части. В 1905 году был одним из деятельных организаторов Союза 17 октября.
Весной 1906 года был выбран в Орловской губернии депутатом в I Государственную думу, где занял видное место как один из лучших ораторов и как один из весьма немногих членов правой партии. Он высказался против требования амнистии в той форме, как оно было предъявлено большинством Думы, настаивая на том, чтобы одновременно с этим требованием Дума обратилась с воззванием к населению с призывом прекратить террор. Когда его предложение не было принято, он, вместе с шестью другими правыми, отказался голосовать за ответный адрес на тронную речь, но, чтобы не голосовать против него, ушёл из залы заседания до голосования. Восставал против идеи парламентаризма, настаивая на ответственности министров лишь перед государем. 14 июня М. А. Стахович вместе с графом Петром Гейденом и Николаем Львовым основал думскую фракцию Мирного Обновления, к которой под конец Думы принадлежало 24 депутата. Принадлежность к ней не мешала Стаховичу оставаться одновременно членом Союза 17 октября, который в Думе фракции не образовал.
Когда дума была распущена, то в виде противовеса выборгскому воззванию 10 июля 1906 года было выпущено воззвание «От партии Мирного Обновления» за тремя подписями (Стаховича, Гейдена, Н. Львова), в котором авторы заявляли о своем подчинении воле монарха. Когда в ноябре 1906 года комитет Партии мирного обновления постановил о несовместимости одновременного участия в этой партии и в Союзе 17 октября, Стахович вышел из состава Союза. В начале 1907 года он был выбран в Орловской губернии во вторую Государственную думу.
4 декабря 1907 года избран членом Государственного совета от Орловского земства, переизбирался в 1909, 1912 и 1915 годах.
После Февральской революции Стахович был назначен Временным правительством Финляндским генерал-губернатором. Подал в отставку с этого поста 17 сентября 1917 года. Был назначен послом в Испанию. После Октябрьской революции в Россию не вернулся. В эмиграции во Франции, где написал свои мемуары.
Умер в городе Экс-ан-Прованс. 25 июля 1946 года прах был перенесён на кладбище Сент-Женевьев-де-Буа.

## Общественная позиция
Как писал В. А. Маклаков, в глазах поверхностных наблюдателей Стахович казался легкомысленным. Но лица, близко знавшие его, с такой характеристикой не соглашались. Князь Васильчиков полагал, что, вопреки мнению многих, во всех «главнейших вопросах нашей политики» Стахович придерживался твердых «правых убеждений, хотя в частностях иногда отступал от шаблона, ударяясь в своих публичных выступлениях влево, что ему доставляло известную популярность, которой он дорожил».
В. И. Ленин называл вообще всех Стаховичей реакционерами.
Как свидетельствовал Михаил Алексеевич Стахович (1889—1967), племянник Михаила Александровича, его дядю отличала 

необычайная, бьющая через край, какая-то стихийная талантливость… Замечательный оратор, поэт, актер, прекрасный чтец, остроумный рассказчик, везде он был даровит… Говорил он с некоторым пафосом, образно и сильно, следуя завету Пушкина, что «прекрасное должно быть величаво»; любил вводить в свои речи библейские тексты, но это были не просто цветы восточного красноречия, а искренние выражения его религиозного настроения. Каждая фраза его была так ритмично, так красиво преподнесена, что и здесь, радуясь форме, я часто забывал об умном содержании, а оно всегда было дельно и обоснованно. Это не был фейерверк красноречия, рассыпающийся разноцветными звездочками; это был огонь, который и светил, и грел и, когда нужно, жёг.
В своих мемуарах М. А. Стахович глубоко анализировал жизнь России последней трети XIX века с её культурными взлетами (открытие памятника Пушкину в Москве, творчество Ф. М. Достоевского), социально-политическими стрессами (убийство Александра II и казнь убийц), подъёмом научной и общественной мысли (философ В. С. Соловьёв, правовед А. Ф. Кони) и реакционным правительством; приводил примеры наличия в России описываемого времени исключительно талантливых личностей, на которых мог бы опереться царь Александр III, в отличие от бездарностей, окружавших его.
По поводу проекта конституции Лорис-Меликова А. А. Стахович отмечал, что

это была умная и осторожная попытка повести Россию эволюционным путём к неизбежному в наше время представительному правлению. Конечно, этот новый порядок привёл бы постпенно до ограничения самодержавия, к конституции. Но именно в постепенности и заключался бы спасительный для народов неизбежной эволюции, а не отвратительный, при её отсутствии, путь революции.

В своих выступлениях в I Государственной думе, в 1906 году, он выступал против «парламентарного режима в России»; против решения аграрного вопроса «с угрозой, как с доводом»; ратовал (как и граф П. А. Гейден) «за увеличение площади крестьянского землевладения», рассматривая эту меру не как вопрос государственной самозащиты перед натиском разбушевавшейся крестьянской стихии, а как государственную необходимость, диктуемую интересами всей страны и самих крестьян.
Ситуацию начала XX века М. А. Стахович оценивал следующим образом:

…под давлением двух реакционных царствований — Александра III и Николая II… ненависть к правительству распространилась на самое понятие государственной власти… Борьба перешла уже в войну и приобрела стихийный характер. Самую невозможность в будущем бороться со стихийным движением, всё нараставшим в народе, создавало правительство…

В думской речи 17 мая 1907 года Стахович осудил «ложную атмосферу», создаваемую усилиями многих либералов вокруг революционного терроризма, высказавшись против надевания «венца мученичества, мантии героизма» на то, что «в огромном большинстве случаев — только преступление и кровавый грех… Если Государственная Дума не осудит политических убийств, она совершит его над собою!» и вскоре, 3 июня, II Государственная Дума была распущена, несмотря на попытки Стаховича и ряда других либералов путём прямых переговоров с Председателем Совета министров П. А. Столыпиным предотвратить её роспуск.

## Комментарии
1. ↑  Незадолго перед съездом, 20 февраля 1901 года, Священный Синод отлучил от церкви Л. Н. Толстого — близкого друга семьи Стаховичей. М. А. Стахович посчитал своим долгом выступить. В полемической форме он постарался защитить идею, что никакое насилие не способно вызвать любовь к Богу, и лишь полная свобода вероисповедания может благотворно содействовать популяризации и распространению православия. 

Запретной пусть будет не вера, а дела; не чувства, а поступки, ущербы, изуверство — всё то, что уголовный закон карает… Само вставало передо мною пропущенное в огромной программе, ни разу не произнесенное здесь, среди пылких ученых, многосторонних и искренних прений — вековое слово: свобода совести. «Иде же Дух Господень — там свобода». Значит ли это, что где, по нашему, дух не Господень, там не должно быть и свободы? Или может быть это значит, что где нет свободы, там нет и Духа Господня, без которого Православие не может творить ничесоже… Где нет свободы для слова, свободы для мнения, свободы для сомнения, свободы для исповедания, — там нет и места для дела веры, там не повеет Дух Господень, там пребудут бессильными все старания, всякое рвение!… закон гражданский невольно, вместо охранения церкви, только растлевает е` духовную целость. Если церковь верует в свою внутреннюю духовную силу, то не нуждается она в содействии земной силы. А если нуждается, то не свидетельствуется ли сим недостаток дерзновения веры?
Речь вскоре была напечатана в «Орловском вестнике», затем перепечатана «Санкт-Петербургских ведомостях», «Московском обозрении», «Миссионерском обозрении». Лев Толстой откликнулся на выступление статьёй «О веротерпимости», в которой во многом не согласился со Стаховичем. Против Стаховича выступил протоиерей Иоанн Кронштадтский: 

В наше лукавое время появились хулители святой церкви, как граф Толстой, а в недавнее время некто Стахович, которые дерзнули явно поносить учение нашей святой веры и нашей церкви, требуя свободного перехода из нашей веры и церкви в какие угодно веры… Что же это? Отречение от Христианства, возвращение к язычеству, к одичанию, к совершенному растлению нашей природы? Вот куда ведут наши самозваные проповедники… Нет, невозможно предоставить человека собственной свободе совести, потому что он существо падшее и растленное
Таким образом, падшая человеческая природа доверия не вызывала — принуждение к спасению в национально-государственном масштабе оказывалось средством более верным, чем долгая культурная работа с личностью, не предоставлявшая никакой гарантии на миссионерский успех.

С. А. Нилус, ещё в 1899 году публично обвинивший Стаховича, своего соседа по орловскому имению, в «безверии», теперь на страницах «Московских ведомостей» назвал его «российским Дантоном или Робеспьером».

Своё сложное отношение к речи Стаховича высказал и философ В. В. Розанов, указавший, что в словах Стаховича «есть своя правда», и что «лучшие пожелания г. Стаховича исполнятся: но исполнятся в созидательных целях, в целях религиозного строительства».

Высказавшись по горячим следам В. И. Ленин в феврале 1902 года вновь вернулся к «делу Стаховича». В № 16 «Искры» он отметил, что консервативная печать 

рвёт и мечет против г. Стаховича, не зная, как и обругать его, обвиняя чуть ли не в государственной измене всех орловских дворян за то, что они снова выбрали г. Стаховича в предводители. А этот выбор — действительно поучительное явление, приобретающее до известной степени характер дворянской демонстрации против полицейского произвола и безобразия